# Danuta Kowalska (filolog polski)
Danuta Kowalska (ur. 14 lutego 1963 w Łodzi) – polska filolog, językoznawczyni, dr hab. nauk humanistycznych, profesor nadzwyczajny Zakładu Historii Języka Polskiego Uniwersytetu Łódzkiego.

## Życiorys
W 1987 ukończyła studia na Wydziale Filologicznym Uniwersytetu Łódzkiego. W tym samym roku rozpoczęła pracę na macierzystej uczelni. 27 września 2002 obroniła pracę doktorską Styl językowy najstarszego polskiego przekładu Psałterza na tle porównawczym napisaną pod kierunkiem Marii Kamińskiej, 17 stycznia 2014 habilitowała się na podstawie pracy zatytułowanej Sztuka słowa Mikołaja Reja. Studium stylistycznojęzykowe Psałterza Dawidowego. W 2016 została dyrektorem Instytutu Filologii Polskiej (od 2017 przekształconego w Instytut Filologii Polskiej i Logopedii) w ramach Wydziału Filologicznego Uniwersytetu Łódzkiego.
Piastuje stanowisko profesora nadzwyczajnego w Zakładzie Historii Języka Polskiego na Uniwersytecie Łódzkim. 
Jest członkiem Łódzkiego Towarzystwa Naukowego.

## Nagrody
- Nagroda Rektora  Uniwersytetu Łódzkiego I i II stopnia (trzykrotnie)[3]